# Гислер, Герман
Герман Ги́слер (нем. Hermann Giesler; 2 августа 1898, Зиген — 20 января 1987, Дюссельдорф) — немецкий архитектор в нацистской Германии. Младший брат деятеля НСДАП Пауля Гислера.

### Биография
Герман Гислер родился в семье архитектора. В 1915—1918 годах воевал солдатом в Первую мировую. После войны работал каменщиком, плотником и слесарем, затем в 1919—1923 годах учился в мюнхенской школе художественных ремёсел, а затем на архитектора в Мюнхенской высшей технической школе у Эдуарда Пфейфера и Рихарда Римершмида. В 1931 году Гислер вступил в НСДАП, проработав уже партийным оратором. В штурмовые отряды Гислер также вступил ещё в период борьбы НСДАП за власть, в 1945 году имел звание бригаденфюрера. Начиная с 1930 года Герман Гислер работал архитектором и керамистом в Альгое. Его брат Пауль, «старый боец», состоявший в НСДАП с 1928 года, занимал руководящие должности в штурмовых отрядах, служил гауляйтером Верхней Баварии и в 1942—1945 годах занимал пост премьер-министра Баварии.
В 1933 году Герман Гислер был назначен окружным застройщиком в Зонтхофене. По проектам Гислера были возведены орденская крепость в Зонтхофене, гау-форум в Веймаре и площадь Адольфа Гитлера в Веймаре, ставшие выдающимися примерами архитектуры национал-социализма. Гислер подготовил также другие проекты, в том числе столицы гау в Аугсбурге и высшей школы НСДАП на Кимзе. В 1938 году Гитлер присвоил Герману Гислеру профессорское звание и назначил генеральным инспектором по делам строительства в перестраиваемом в Столицу движения Мюнхене. Гислер работал над проектом нового железнодорожного вокзала с Паулем Бонацем, проектировал переустройство парковых зон с Альвином Зейфертом и занимался вопросами жилищного строительства с Рудольфом Роглером. В марте 1939 года Линц был провозглашён одним из пяти «фюрерштадтов» — «городов фюрера» наряду с Берлином, Мюнхеном, Гамбургом и Нюрнбергом. 28 апреля 1942 года в результате кадровых перестановок Гислер занял должность генерального инспектора по строительству в Линце, сменив на этом посту Родериха Фика. Гитлер поручил ему монументальную застройку левого берега Дуная в Линце. Гитлер также выбрал Германа Гислера архитектором своего надгробного памятника. В 1939 году в список подлежащих переустройству городов вошёл Веймар, и гауляйтер Фриц Заукель поручил Гислеру, как «архитектору гау-форума», реконструкцию всего города. Для самого Заукеля Гислер возвёл виллу и по окончании её строительства гауляйтер присвоил архитектору звание почётного гражданина города.
После нападения на СССР в 1941 году все архитектурные проекты были заморожены. За исключением Веймара, все крупные градостроительные проекты остались на бумаге. Тем не менее, все реализованные проекты Гислера в Третьем рейхе сохранились до настоящего времени. С 1941 года Герман Гислер состоял в Организации Тодта и занимал в ней руководящие должности, отвечал за строительство военного завода в Мюльдорфер-Харт в 1944—1945 годах, где использовался труд заключённых концлагерей. В августе 1943 года Гислер стал депутатом рейхстага. В августе 1944 года по указанию Гитлера Герман Гислер был включён в список двенадцати богом данных талантов. Незадолго до этого Альберт Шпеер пригласил Гислера на работу в штаб по восстановлению разрушенных бомбардировками городов.
В 1945 году Гислер был арестован американскими оккупационными властями и как виновный в преступлениях национал-социалистического режима интернирован до 1946 года. В 1947 году американский военный трибунал обвинил Германа Гислера в преступлениях против жизни в мюльдорфском процессе по Дахау и приговорил к пожизненному заключению. Впоследствии срок тюремного заключения был сокращён до 12 лет. Гислер вышел на свободу уже 18 октября 1952 года. Он обосновался в Дюссельдорфе, где работал архитектором и писал мемуары. Воспоминания Гислера были опубликованы праворадикальными издательствами, Гислер оставался преданным Гитлеру и идеям национал-социализма до конца жизни.

## Сочинения
- Ein anderer Hitler. Bericht seines Architekten Hermann Giesler. Erlebnisse, Gespräche, Reflexionen. Druffel-Verlag, Leoni am Starnberger See 1978, ISBN 3-8061-0822-6 und ISBN 3-8061-0820-X.
- Nachtrag. Aus unveröffentlichten Schriften. Hermann Giesler (Hrsg. Hermann und Dietrich P. Giesler). Heitz & Höffkes, Essen 1988, ISBN 3-926650-19-2.